# Einsamiger Wacholder
Der Einsamige Wacholder (Juniperus monosperma) ist eine Pflanzenart aus der Familie der Zypressengewächse (Cupressaceae). Er ist im Süden der USA sowie im Norden Mexikos heimisch.

## Beschreibung
Der Einsamige Wacholder wächst als immergrüner Strauch oder Baum der Wuchshöhen von 7 bis 12 Metern und Brusthöhendurchmesser von über 1,3 Metern erreichen kann. Die gerade oder aufsteigend vom Stamm abgehenden Äste bilden eine runde bis abgeflacht-kugelig geformte Krone. Meist verzweigt der Stamm bereits kurz über den Boden. Die geraden Zweige werden 0,5 bis 1 Zentimeter dick und haben einen vier- bis sechseckigen Querschnitt. Die graue bis braune Borke blättert in dünnen Streifen ab. Die Rinde der Zweige ist glatt, die der dickeren Äste blättert in Flocken oder Streifen ab.
Die Art bildet zwei Formen von grünen bis dunkelgrünen Blättern aus, welche fein gezähnte Blattränder haben und an der Unterseite längliche Drüsen aufweisen. Weniger als ein Fünftel dieser Drüsen bilden eine weiße, kristalline Substanz. Die nadelförmigen Blätter werden 4 bis 6 Millimeter lang und sind an der Blattoberseite blaugrün gefärbt. Die schuppenartigen Blätter werden 1 bis 3 Millimeter lang und sind gekielt. Ihre Spitze ist spitz zulaufend. Sie überlappen sich nicht oder nur bis zu einem Viertel ihrer Länge.
Der Einsamige Wacholder ist zweihäusig-getrenntgeschlechtig (diözisch) und die Zapfen reifen noch im gleichen Jahr. Die fleischigen und harzigen Beerenzapfen haben einen geraden Stiel und sind bei einem Durchmesser von 6 bis 8 Millimetern kugelig bis eiförmig geformt. Zur Reife hin sind sie rötlich blau bis bräunlich blau gefärbt und blaugrün bereift. Jeder der Zapfen trägt ein bis drei Samenkörner. Die Samen werden 4 bis 5 Millimeter lang.

## Verbreitung und Standort

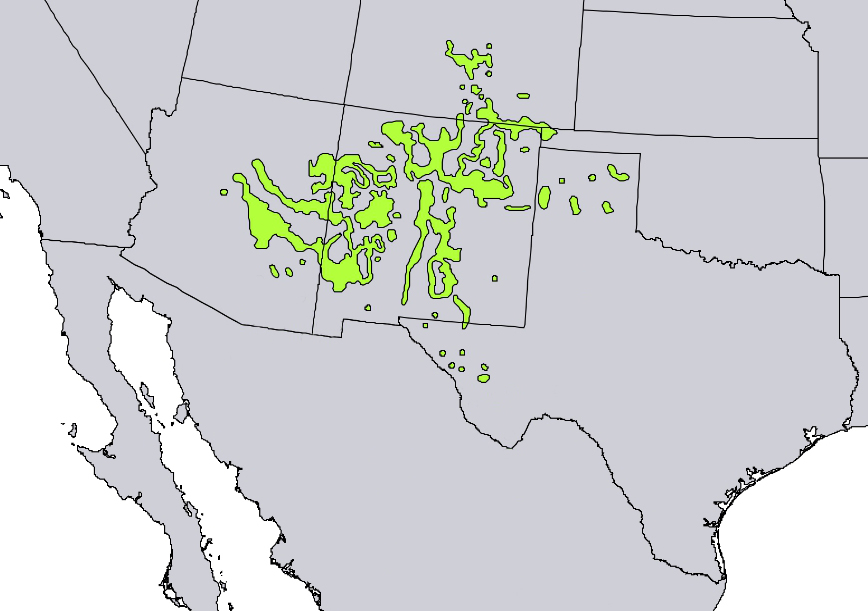
Karte des Verbreitungsgebietes

Das natürliche Verbreitungsgebiet des Einsamigen Wacholders umfasst Nord-Mexiko und den südlichen Teil der USA. In Mexiko findet man ihn im Norden Sonoras sowie in Chihuahua. In den USA umfasst das Verbreitungsgebiet die Bundesstaaten Arizona, Colorado, New Mexico, Oklahoma und Texas.
Der Einsamige Wacholder gedeiht in Höhenlagen von 1000 bis 2300 Metern. Er wächst vor allem in Hanglagen auf trockenen, felsigen Böden.

## Nutzung
Der Einsamige Wacholder findet als Zierpflanze Verwendung.

## Systematik
Die Erstbeschreibung als Juniperus occidentalis  var. monosperma erfolgte 1878 durch George Engelmann in "Transactions of the Academy of Science of St. Louis", Band 3, Seite 590. Im Jahr 1896 wurde die Varietät von Charles Sprague Sargent in The Silva of North America Band 10, Seite 89 als Juniperus monosperma in den Artstatus erhoben. Weitere Synonyme für Juniperus monosperma (Engelm.) Sarg. sind Juniperus californica var. monosperma (Engelm.) Lemmon, Juniperus mexicana var. monosperma (Engelm.) Cory und Sabina monosperma (Engelm.) Rydb.

## Gefährdung und Schutz
Der Einsamige Wacholder wird in der Roten Liste der IUCN als "nicht gefährdet" eingestuft. Es wird jedoch darauf hingewiesen, dass eine erneute Überprüfung der Gefährdung notwendig ist.